# Calamophylliidae
Famille
Genres de rang inférieur
- † Antilloseris
- † Baryphyllia
- † Calamophyllia Blainville, 1830
- † Ferrya
- † Gonioseris
- † Gyrodendron
- † Protoseris
- † Rabdastrea
- † Sematethmos
- † Stiboria
- † Viminohelia

Les Calamophylliidae forment une famille éteinte de coraux durs,,,,,, animaux de l'ordre des Scleractinia (ou scléractiniaires),,,.
Note : Fossilworks considère le nom Chorisastrea comme un synonyme de Latomeandra, alors que le Muséum National d'Histoire Naturelle de Paris le considère comme un nom valide de la famille des Calamophylliidae, avec quatre espèces : Chorisastrea caquerellensis Koby, 1885, Chorisastrea elegans Koby, 1885, Chorisastrea glomerata Koby, 1885 et Chorisastrea sp. Gill, 1967.